# N (videogioco)
N è un videogioco a piattaforme freeware pubblicato per la prima volta nel 2004, sviluppato e distribuito come file eseguibile di Adobe Flash da Metanet Software. Si ispira in parte ad alcuni famosi videogiochi come Lode Runner, Zool e Soldat e utilizza un motore fisico realistico.

## Trama
Il personaggio, un ninja professionista, dispone di un metabolismo straordinariamente rapido che gli conferisce una velocità, una destrezza e una forza straordinarie. Per contro, tale metabolismo fornisce al personaggio solamente un minuto e mezzo di vita. Come la maggior parte dei ninja, anche il personaggio di N è assetato di ricchezza e raccoglie il suo oro all'interno di sale infestate da robot e dispositivi a guardia dell'oro. N, «The Way of the Ninja», la via del ninja, è un sistema di formazione spirituale, mentale e fisica basato sulla non violenza e l'umiltà.

## Modalità di gioco
In N, un classico videogioco a piattaforme in 2D, il giocatore controlla un ninja che corre, salta, raccoglie l'oro, apre e chiude delle porte tramite dispositivi ed evita i nemici nel tentativo di attivare l'interruttore principale per aprire la porta di uscita che porta alla salvezza. Il gameplay include tre soli movimenti principali: spostamento a destra, spostamento a sinistra e salto. La combinazione di questi movimenti su diversi tipi di terreno e a diverse velocità consente al ninja di effettuare spostamenti rapidi o lentissimi e salti molto alti su muri e piattaforme.
N è composto da episodi, a loro volta composti da cinque livelli numerati da 0 a 4. Nella versione 1.4, il gioco contiene cento episodi, per un totale di cinquecento livelli ufficiali. Lo scopo di ogni livello è lo stesso: attivare l'interruttore per la porta di uscita e portarsi in salvo prima del limite di tempo di 90 secondi. Alcuni livelli hanno più di una porta di uscita e quindi più interruttori.
Il tempo limite per completare un livello è cumulativo, ciò significa che i 90 secondi sopra citati si applicano solo al livello 0 di ciascun episodio. Più oro viene raccolto in ogni livello, più sale il tempo a disposizione per completare il livello stesso. Se il giocatore raccoglie molto oro al livello 0, si ritroverà con più tempo per completare il livello 1, e così via, sino al livello 4 di ogni episodio.
N contiene inoltre una caratteristica che aggiunge il supporto per costruire livelli personalizzati, grazie a un editor di livelli incluso nel software.

### Game over
Il protagonista può morire in diversi modi: toccando il suolo ad una velocità e da un'altezza troppo elevate per poter essere sopportate; folgorato da uno zap drone o da una floor guard; distrutto da una mina oppure da un razzo, da un laser o da proiettili lanciati da torrette fisse; schiacciato dalla chiusura di una porta o di un dispositivo mobile; suicida (tramite il tasto k della tastiera); infine può morire perché viene superato il limite di tempo massimo consentito per completare il livello. Una volta morto il ninja, il giocatore può ricominciare il livello immediatamente.

## Versioni
- 1.0 distribuita il 1º marzo 2004
- 1.01 distribuita il 5 marzo 2004
- 1.03 distribuita il 17 marzo 2004
- 1.05 distribuita il 28 marzo 2004
- 1.2 distribuita il 25 aprile 2004
- 1.3c distribuita il 2 luglio 2005
- 1.4 distribuita il 15 maggio 2005[1]
- 2.0 distribuita il 17 maggio 2013[2]

## Riconoscimenti
- Premio del pubblico nella categoria "Web-based Games" all'Independent Games Festival del 2005[3]
- Premio del pubblico nella categoria "Guerrilla Games Competition" allo Slamdance Film Festival del 2006[4]

## N+
N+ è uscito su Xbox Live Arcade , Nintendo DS e PlayStation Portable nel 2008, con modalità multiplayer e modifica e condivisione delle mappe.

## N++
N++ è uscito su PlayStation 4 nel 2015; da allora è stato pubblicato su Windows , OS X , Linux , Xbox One e Nintendo Switch .